# ایگما
ایگما (به اسپانیایی: Igma) یک کوه در پرو است که در Peru, Apurímac Region, Cusco Region واقع شده‌است. ایگما ۵٬۲۹۱ متر بالاتر از سطح دریا واقع شده‌است.